# Ахундов, Рухулла Али оглы

Фрида Шлемова, жена Ахундова, в 1927 г.

Рухулла Али оглы Ахундов  (азерб. Ruhulla Əli oğlu Axundov; 1 (13) января 1897, село Шувеляны Бакинского уезда — 21 апреля 1938) — азербайджанский революционер, советский партийный и государственный деятель, публицист, учёный. Народный комиссар просвещения Азербайджанской ССР.

## Биография
Родился 1 (13) января 1897 года селении Шувеляны в семье учителя. Окончил медресе(??), в 1914 году 7 классов реального училища, и по непроверенным сведениям непонятно какую торговую школу, которой в Баку в те годы под таким названием не было. Владел несколькими восточными и западными языками.
С 1916 года работал в типографии. В 1917 году — член группы азербайджанских «левых» эсеров. В 1918 году редактор газеты «Известия» Бакинского совета, в 1919 — азербайджанской нелегальной большевистской газеты «Коммунист». В том же году вступает в Коммунистическую партию.
После окончательного установления Советской власти в Азербайджане становится заведующим отделом по работе в деревнях ЦК КП(б) Азербайджанской ССР. Позднее — секретарь Бакинского комитета партии, редактор газеты «Коммунист» и других периодических изданий.
В период с 1924 по 1930 годы — секретарь ЦК КП(б) Азербайджанской ССР, директор государственного книжного издательства «Азернешр», народный комиссар просвещения Азербайджанской ССР. Подвергся критике как участник «право-левацкого блока». Выступил с «признанием ошибок».
В 1930 году избран секретарём Закавказского краевого комитета ВКП(б). Делегат 10—17-го съездов партии, 2-го конгресса Коминтерна.
Последние годы жизни работал в Институте истории партии при ЦК КП(б) Азербайджана, начальником управления по делам искусств при Совете Народных Комиссаров Азербайджанской ССР.
Участвовал в организации и руководстве Азербайджанского филиала Академии наук СССР.
Один из первых переводчиков на азербайджанский язык произведений Карла Маркса, Фридриха Энгельса, Ленина.
Автор ряда работ по истории, искусству, литературе, редактор двухтомного русско-азербайджанского словаря (1928—29).
В 1930-х годах входил в редколлегию журнала «Революция и национальности».
В декабре 1936 года снят со всех должностей, исключён из партии и арестован. Военной коллегией Верховного суда приговорен к смертной казни. Расстрелян 21 апреля 1938 года. Похоронен на секретном полигоне НКВД «Коммунарка — Лоза». Реабилитирован и восстановлен в партии в 1959 году (посмертно).
Был критикован Владимиром Маяковским в стихотворении «Помпадур», в эпиграфе которого поэт приводит цитату из газеты «Правда», № 111/3943:
Член ЦИКа тов. Рухула Алы Оглы Ахундов ударил по лицу пассажира в вагоне-ресторане поезда Москва — Харьков за то, что пассажир отказался закрыть занавеску у окна. При составлении дознания тов. Ахундов выложил свой циковский билет.
Жена — Фрида Наумовна Шлёмова, после смерти мужа дважды арестовывалась НКВД.

## Награды
- Орден Ленина (27.01.1936)[3]
- Орден Красной Звезды